# Vụ cưỡng chế đất tại Tiên Lãng
Vụ án cưỡng chế đất đai tại Tiên Lãng là vụ án về tranh chấp đất đai giữa ông Đoàn Văn Vươn ở Cống Rộc, Vinh Quang cùng gia đình và Ủy ban nhân dân huyện Tiên Lãng, thành phố Hải Phòng. Vụ án thu hút dư luận Việt Nam vì đây được coi là đỉnh điểm về xung đột về đất đai, của những bất cập về cả pháp luật đất đai, việc thực thi pháp luật ở các cấp địa phương và là một tổn thất chính trị to lớn. Kết quả là 4 công an và 2 người thuộc ngành quân đội bị thương, 6 người dân bị bắt và bị khởi tố, việc thu hồi đất bị hủy bỏ, một số cán bộ địa phương bị đình chỉ công tác và bị cách chức.

## Bối cảnh
Đoàn Văn Vươn (1963) sinh sống tại Cống Rộc, xã Vinh Quang, huyện Tiên Lãng, thành phố Hải Phòng, từng phục vụ trong quân đội nhân dân Việt Nam, là kĩ sư nông nghiệp tốt nghiệp Đại học Nông nghiệp Hà Nội. Từ năm 1993, ông Vươn thực hiện việc quai đê lấn biển để nuôi trồng thủy sản. Ông khởi nghiệp bằng việc bán tài sản, vay mượn bạn bè, người thân và ngân hàng, chịu nhiều thiệt hại mất mát trong quá trình lấn biển, bao gồm cái chết của con gái đầu 8 tuổi bị rơi xuống cống chết đuối trong một lần theo bố mẹ ra đầm. Gia đình ông theo đạo Công giáo thuộc giáo phận Hải Phòng.
Cụ thể, năm 1993, huyện Tiên Lãng ban hành quyết định giao cho Đoàn Văn Vươn diện tích 21ha đất bãi biển khu vực nam cống Rộc thuộc xã Vinh Quang để sử dụng vào mục đích nuôi trồng thủy sản, thời hạn sử dụng là 14 năm. Trong quá trình sử dụng ông đã đắp bờ bao để sử dụng vượt quá diện tích được giao.
Từ năm 1995, ông đã xây được một con đê cao tạo thành bờ bao cho một vùng đầm rộng lớn hàng chục ha cùng hàng ngàn cây sú, vẹt mọc lên tạo thành cánh rừng chắn sóng. Gia đình ông đã có đầm nuôi tôm, cá để sinh sống.
Tháng 3 năm 1997, ông Vươn làm đơn xin được giao bổ sung phần diện tích đất đã lấn chiếm ngoài diện tích được giao. Tháng 4 năm 1997, huyện Tiên Lãng ra quyết định giao bổ sung cho ông Vươn 19,3ha giáp với diện tích đã giao, thời hạn 14 năm tính từ thời điểm giao 21ha năm 1993. Tổng cộng ông Vươn được sử dụng 40,3 ha đất để nuôi trồng thủy sản đến năm 2007.
Đê lấn biển của ông còn được cho rằng đã góp phần giúp nhân dân trong vùng không phải lo vỡ đê mỗi khi bão lũ. Ông Vươn đã đắp được một số đoạn đê để bảo vệ đầm thủy sản của mình, ví dụ như đoạn đê công vụ. Chính quyền huyện sau này cũng đắp thêm được một số đoạn nhỏ của đê công vụ, nhưng lại nhận rằng chính quyền đã có công đắp đê chứ không phải ông Vươn. Việc này đã bị người dân địa phương phản đối.

## Diễn biến
Đến thời điểm hết hạn giao đất, năm 2009, huyện Tiên Lãng đã làm thủ tục thu hồi toàn bộ 40,3 ha của ông Đoàn Văn Vươn. Tuy nhiên, ông Vươn đã khiếu nại việc thu hồi 19,3ha đất giao bổ sung lên huyện, sau đó không đồng tình quyết định của huyện, ông khởi kiện lên Tòa án.
Ngày 27 tháng 1 năm 2010, Tòa án huyện Tiên Lãng đã xét xử sơ thẩm và bác đơn khởi kiện của ông Vươn; giữ nguyên quyết định thu hồi. Đoàn Văn Vươn tiếp tục kháng cáo bản án sơ thẩm. Tóa án Nhân dân thành phố Hải Phòng đã thụ lý hồ sơ và tiến hành "hòa giải" bằng "Biên bản thỏa thuận": nếu ông rút đơn thì ủy ban nhân dân huyện Tiên Lãng sẽ tiếp tục cho thuê đất.
Sau khi có Quyết định đưa vụ án ra xét xử ngày 19 tháng 4 năm 2010, ông Vươn rút toàn bộ yêu cầu kháng cáo. Ba ngày sau, Tòa án Nhân dân thành phố Hải Phòng quyết định đình chỉ việc xét xử phúc thẩm vụ án hành chính này. Sau đó, huyện Tiên Lãng đã nhiều lần gửi thông báo làm việc với ông Vươn về việc thu hồi đất đã hết thời hạn sử dụng. Ông Vươn vẫn yêu cầu huyện tiếp tục giao đất để ông nuôi trồng thủy sản.
Sáng 5 tháng 1 năm 2012, huyện Tiên Lãng đã tiến hành cưỡng chế với lực lượng đông đảo hơn 100 người bao gồm cả lực lượng công an và quân đội do phó chủ tịch huyện Nguyễn Văn Khanh làm trưởng ban cưỡng chế nhưng đã bị gia đình ông Đoàn Văn Vươn chống trả. Vào thời điểm đó ông Đoàn Văn Vươn không trực tiếp có mặt nhưng đã chỉ đạo gia đình dùng mìn tự chế và đạn hoa cải bắn trả nhằm vào lực lưỡng cưỡng chế, hậu quả là 4 công an và 2 người thuộc ngành quân đội bị thương.

## Kết quả
Sau vụ cưỡng chế bất thành ngày 5 tháng 1, quyết định thu hồi đất bị tạm hoãn, 4 người thuộc ngành công an và 2 thuộc ngành quân đội nhân dân bị thương. Cơ quan công an Hải Phòng ra quyết định khởi tố vụ án giết người và chống người thi hành công vụ đối với Đoàn Văn Vươn và các đối tượng tham gia liên quan, các ông Đoàn Văn Quý (sinh năm 1966); Đoàn Văn Vươn (sinh năm 1963); Đoàn Văn Sinh (sinh năm 1957) và Đoàn Văn Vệ (sinh năm 1974), ngôi nhà 2 tầng của Đoàn Văn Vươn dùng cố thủ bị phá hủy, mà Phó chủ tịch ủy ban nhân dân Hải Phòng Đỗ Trung Thoại cho là do "nhân dân bất bình nên vào phá" và người dân rất đồng tình với việc cưỡng chế này. Cơ quan công an cũng khởi tố Phạm Thị Báu (sinh năm 1982) và Nguyễn Thị Thương (sinh năm 1970, vợ ông Vươn) và truy tìm hai người khác là Đoàn Văn Thoại (sinh năm 1970) và Phạm Văn Thái (sinh năm 1977).
Tuy nhiên việc thu hồi đất đã bị hủy bỏ, chủ tịch ủy ban nhân dân và Bí thư Đảng ủy xã Vinh Quang cũng bị đình chỉ chức vụ. Ngày 10 tháng 2, thủ tướng chính phủ đã yêu cầu chính quyền địa phương thi hành các thủ tục cho phép gia đình ông Vươn tiếp tục được sử dụng đất. Chiều ngày 23 tháng 2 năm 2012, Chủ tịch và Phó Chủ tịch ủy ban nhân dân huyện Tiên Lãng bị cách chức.

### Kết luận vụ phá nhà ông Vươn
Sau cuộc điều tra vụ án hủy hoại tài sản tại khu đầm nhà ông Đoàn Văn Vươn, Công an thành phố Hải Phòng đã có kết luận vào ngày 18 tháng 12 năm 2012, cáo buộc Phó Chủ tịch huyện Tiên Lãng, ông Nguyễn Văn Khanh, có vai trò đứng đầu, như làm trưởng ban chỉ đạo, trực tiếp có mặt tại hiện trường, chỉ đạo phá nhà ông Vươn, trực tiếp gọi máy xúc phá nhà.
Cơ quan công an Hải Phòng nói ông Khanh "biết rõ nhà của ông Quý (em ông Vươn) nằm ngoài khu vực cưỡng chế" nhưng vẫn ra lệnh phá, nên "phải chịu trách nhiệm toàn bộ về hành vi tổ chức và thực hiện việc huỷ hoại tài sản".
Ngoài ra, công an nói 3 người khác, Phạm Xuân Hoa (nguyên Trưởng phòng Tài nguyên và môi trường huyện Tiên Lãng), Lê Thanh Liêm (nguyên Chủ tịch Ủy ban Nhân dân xã Vinh Quang, huyện Tiên Lãng), và Phạm Đăng Hoan (nguyên bí thư xã) cũng bị đề nghị truy tố tội Hủy hoại tài sản, quy định tại khoản 3 điều 143 Bộ luật Hình sự.

Theo ông Vũ Văn Luân, Thư ký Liên chi hội Nuôi trồng thủy sản nước lợ huyện Tiên Lãng thì quyết định này: "không khách quan và cố tình bỏ lọt tội phạm". Ông Luân cho biết, ông Khanh từng phản đối việc cưỡng chế hồi năm 2010: "Ông Khanh bị chỉ đạo từ ông Hiền (Lê Văn Hiền, Chủ tịch huyện Tiên Lãng), và huyện ủy (Bùi Thế Nghĩa, Bí thư huyện ủy huyện Tiên Lãng), tại sao lại đổ cho ông Khanh?" 

Ngày 21/12, Liên chi hội nuôi trồng thủy sản nước lợ huyện Tiên Lãng (Hải Phòng) có công văn gửi các cơ quan tố tụng về việc không đồng tình với kết luận điều tra vụ hủy hoại tài sản tại nhà ông Đoàn Văn Vươn với 3 lý do. 
- Cơ quan điều tra xác định 19 người trong đoàn cưỡng chế trực tiếp đốt, phá nhà ông Vươn và ông Đoàn Văn Quý (em ông Vươn) nhưng không công bố danh tính, không truy cứu trách nhiệm hình sự là "bỏ lọt tội phạm". (Tuy nhiên xét về mặt pháp lý, lý do trên là không phù hợp vì 19 người trong đoàn cưỡng chế trực tiếp là người đốt, phá nhà ông Vươn nhưng họ làm như vậy cũng là theo chỉ đạo của lãnh đạo, vì vậy họ có nghĩa vụ phải tuân thủ lệnh đó, vì vậy không truy cứu trách nhiệm hình sự đối với 19 người trên là đúng quy định của pháp luật, không thể coi là bỏ lọt tội phạm).[21]
- Bản kết luận của CATP Hải Phòng khẳng định đã xác định được các thành viên trong ban chỉ đạo nhưng không truy tố mà chỉ đề nghị xử lý hành chính như vậy là không khách quan. Đó là cố tình bao che, cố tình không truy cứu trách nhiệm hình sự với người phạm tội.
- Công an Hải Phòng quy kết ông Nguyễn Văn Khanh phải chịu trách nhiệm toàn bộ về hành vi tổ chức và thực hiện việc huỷ hoại tải sản được liên chi hội cho là hoàn toàn không chính xác. Theo họ, ông Lê Văn Hiền (nguyên chủ tịch huyện Tiên Lãng) và ông Bùi Thế Nghĩa (Bí thư huyện ủy Tiên Lãng) mới là thủ phạm chính và phải chịu trách nhiệm trước pháp luật".[22]

## Phản ứng

### Chính quyền địa phương
Đại diện chính quyền huyện Tiên Lãng cho biết, việc thu hồi đất của Tiên Lãng là căn cứ theo quyết định của huyện.
Giám đốc Sở Tài nguyên và Môi trường Hải Phòng cho rằng:"Quyết định giao đất và thu hồi đất là đúng và phù hợp. Hơn nữa, theo quy định, đất chỉ được giao cho người địa phương, trong khi ông Vươn không phải người ở xã Vinh Quang".
Trả lời báo điện tử VnMedia trong cuộc phỏng vấn được đăng tải ngày 8/1/2012, ông Đỗ Hữu Ca, Giám đốc Công an thành phố Hải Phòng mô tả, "vụ việc hôm ấy tuy bắt không được đối tượng nhưng mà trấn áp được đối tượng. Phải nói rằng việc hiệp đồng tác chiến cực kỳ hay. Tôi bảo, không có cuộc diễn tập nào thành công bằng cuộc diễn tập lần này. Một là, anh em cơ động dùng thuyền để tiếp cận là chưa có bao giờ trong giáo án, đã phải dùng thuyền nan để chèo vào, bí mật áp sát mục tiêu đấy. Đánh mũi trực diện nghi binh ra làm sao. Rồi là tác chiến vòng ngoài, vòng trong thế nào. Tôi nghĩ là rất hay, có thể viết thành sách. Tôi nói với các đồng chí Thường trực rằng đây không phải kế hoạch tập trận nhưng đúng là phải rút kinh nghiệm, cái này nó rất là hay, có sự kết hợp giữa địa phương, giữa công an, quân đội, biên phòng rất là đẹp, đâm ra không có gì phải phàn nàn về cái chuyện ấy cả."
Ngày 7 tháng 2 năm 2012, Thường vụ Thành ủy thành phố Hải Phòng đã tổ chức họp báo thông báo quyết định kiểm điểm và ra quyết định kiểm điểm tập thể Ban thường vụ huyện ủy Tiên Lãng; đình chỉ công tác ông Lê Văn Hiền, Phó bí thư, chủ tịch ủy ban nhân dân huyện Tiên Lãng, và Phó chủ tịch ủy ban nhân dân huyện Tiên Lãng Nguyễn Văn Khanh, là người trực tiếp chỉ đạo cưỡng chế thu hồi đất để kiểm điểm trách nhiệm cá nhân.

### Các chính khách Việt Nam
Các báo ở Việt Nam đã dẫn lời nhiều chính khách của Việt Nam bàn về vấn đề này. Các ý kiến cho rằng Đoàn Văn Vươn và các đối tượng đã vi phạm pháp luật tội chống người thi hành công vụ, nhưng huyện Tiên Lãng cũng có thể sai về mặt pháp luật khi tiến hành cưỡng chế ở vụ án này.
Nguyên Chủ tịch nước Việt Nam, Lê Đức Anh nói, trong vụ cưỡng chế này, chính quyền huyện, xã đều sai và đây là bài học mà chính quyền cả nước phải rút kinh nghiệm. Ông cũng cho rằng "Thành ủy Hải Phòng và ủy ban nhân dân TP Hải Phòng phải có trách nhiệm xử lý, làm sai chỗ nào thì phải nhận sai ở chỗ đó, không được trả lời loanh quanh và không được che giấu sai phạm. Trả lời tiền hậu bất nhất là không thể được" và "sử dụng bộ đội để cưỡng chế với dân là tuyệt đối sai" 
Quan điểm của GS Đặng Hùng Võ là: Một mặt, chính quyền huyện Tiên Lãng đã giao đất cho ông Vươn là sai luật. Mặt khác, chính quyền huyện không có đủ thẩm quyền để quyết định thời gian giao đất là bao nhiêu năm và đất giao cho ông Vươn phải gọi là đất nông nghiệp. Bài báo cũng coi đây là đỉnh điểm về xung đột đất đai.
Theo Trung tướng Nguyễn Quốc Thước, đây có thể coi là một tổn thất chính trị lớn.

### Các luật sư và trí thức Việt Nam
Luật sư Trần Vũ Hải, gửi đơn lên Thủ tướng Nguyễn Tấn Dũng (cũng là đại biểu Quốc hội Việt Nam khu vực 3 Hải Phòng, trong đó có huyện Tiên Lãng) kiến nghị xem xét khởi tố hình sự vụ chính quyền Hải Phòng phá sập nhà ông Vươn và em trai ông. Theo ông Hải, nguyên thủy việc cưỡng chế đầm tôm của ông Vươn cũng sai vì "xuất phát từ quyết định thu hồi sai" và "Phải xác định xem chính quyền (Tiên Lãng) sai thế nào mới dẫn đến ông Vươn quá bức xúc và có hành động quá khích".

### Dư luận xã hội
Theo bà Trần Thị Mịn, em dâu ông Đoàn Văn Vươn: "Họ dồn đến đường cùng, nên anh tôi bảo là phải giữ, chứ cũng không dám nổ súng đâu... Bây giờ nợ hơn chục tỷ thì gọi là lên bờ chỉ có chết thôi, không thể sống bằng cái gì được, nhà cửa không có. Nên phải giữ lấy đất, chứ không phải chống trả đâu".
Sau khi một số cán bộ địa phương bị đình chỉ công tác hay bị cách chức, nhiều người dân đã bày tỏ ý kiến đồng tình với việc cách chức này.
Một số dư luận trái chiều khác như theo một nhóm phóng viên thuộc báo Công an nhân dân, Đoàn Văn Vươn được mô tả là con người có hàng loạt sai phạm trong quá trình sử dụng đất. Theo báo này, ông Vươn được cho là lấn chiếm đất nhà nước với diện tích 19,3 ha để "khai hoang".

### Kết luận của Thủ tướng Nguyễn Tấn Dũng
Thủ tướng Nguyễn Tấn Dũng vào ngày 10 tháng 2 năm 2012 đã họp với các bộ ngành và cơ quan chức năng địa phương về vụ cưỡng chế đầm và phá nhà ông Đoàn Văn Vươn tại Tiên Lãng. Sau đó Bộ trưởng Chủ nhiệm Văn phòng Chính phủ Vũ Đức Đam đã cho biết kết luận của thủ tướng,:
- Về quyết định giao đất cho gia đình ông Đoàn Văn Vươn, quyết định thứ nhất giao 21 ha đất là đúng, nhưng quyết định thứ hai giao thêm 19,3 ha (thời hạn 14 năm) là sai so với quy định Luật đất đai.
- Quyết định thu hồi đất của ông Vươn với lý do hết thời hạn sử dụng cũng trái luật. Luật đất đai quy định 5 trường hợp thu hồi đất, nhưng gia đình ông Vươn không nằm trong 5 trường hợp trên.
- Huyện Tiên Lãng huy động lực lượng quân đội của Ban chỉ huy quân sự huyện tham gia cưỡng chế là sai.
- Công tác tổ chức thực hiện cưỡng chế cũng không tốt, gây thương vong cho lực lượng tham gia. Việc phá nhà có sự chỉ đạo của một số lãnh đạo địa phương.

## Vụ án phá nhà ông Vươn
Ngày 02/01/2013 cựu chủ tịch huyện Tiên Lãng Lê Văn Hiền bị Cơ quan Cảnh sát Điều tra, Công an TP Hải Phòng khởi tố trong vụ án phá nhà Đoàn Văn Vươn, xử lý về hành vi "Thiếu trách nhiệm gây hậu quả nghiêm trọng" theo điều 285 của Bộ Luật Hình sự, nhưng được tại ngoại. Ngoài ra bốn cựu quan chức huyện Tiên Lãng và xã Vinh Quang khác cũng bị truy tố. Cựu Phó Chủ tịch huyện Tiên Lãng Nguyễn Văn Khanh được xác định có vai trò chỉ đạo trong vụ phá nhà của gia đình ông Vươn. Ông Khanh cùng các bị can Phạm Xuân Hoa (cựu Trưởng phòng Tài nguyên và Môi trường huyện) và Lê Thanh Liêm (cựu Chủ tịch xã Vinh Quang) có hành vi phạm tội "Hủy hoại tài sản" quy định tại khoản 3, Điều 143 BLHS. Riêng, cựu Bí thư xã Vinh Quang Phạm Đặng Hoan vi phạm khoản 2, Điều 143 BLHS.

Ngày 8/4, 5 quan chức huyện Tiên Lãng, mà đã chỉ đạo phá dỡ nhà của anh em ông Vươn, bị Tòa án Hải Phòng đưa ra xét xử. Ông Lê Văn Hiền bị đề nghị mức án treo từ 15-18 tháng, tương tự như ông Phạm Đăng Hoan. Bị cáo duy nhất bị đề nghị mức án tù là ông Nguyễn Văn Khanh, với mức án đề xuất là từ 30 tháng đến ba năm. Các bị cáo còn lại, ông Phạm Xuân Hoa và ông Lê Thanh Liêm bị đề nghị mức án treo là 24-30 tháng. Viện công tố xác định thiệt hại của gia đình hai ông Vươn và Quý là 295 triệu đồng mà bốn bị cáo bị cáo buộc ‘hủy hoại tài sản’ phải bồi thường.
Tại công văn trả lời kiến nghị của cử tri gửi đến kỳ họp thứ năm của Quốc hội khóa 13, Bộ trưởng Bộ Công an cho hay, lãnh đạo Công an Hải Phòng và lãnh đạo Công an huyện Tiên Lãng đã kiểm điểm trách nhiệm trong công tác tham mưu, chỉ đạo, nắm tình hình và xử lý tình huống không tốt để gây ra hậu quả nghiêm trọng trong vụ việc cưỡng chế, thu hồi đất ở xã Vinh Quang (huyện Tiên Lãng, Hải Phòng). Qua kiểm điểm đã xác định trách nhiệm chính thuộc về lãnh đạo Công an huyện Tiên Lãng, mà trực tiếp là ông Lê Văn Mải, Trưởng công an huyện. Vì vậy, ông Lê Văn Mải đã bị kỷ luật bằng hình thức cảnh cáo và điều động công tác ở đơn vị khác.

### Nhận xét
Theo luật sư Trần Vũ Hải, làm việc tại Hà Nội:
"Số tiền vài trăm triệu không đáp ứng được tổn hại phát sinh từ cuộc cưỡng chế trái phép.", " Phải xử vụ thu hồi đất và cưỡng chế trái phép thì gia đình ông Vươn mới đòi bồi thường thiệt hại một cách đầy đủ được." Ông nhận định, tội "Hủy tài sản" mà các cựu quan chức bị xử trong vụ cưỡng chế thu hồi đất của gia đình ông Đoàn Văn Vươn là tội phụ. Phiên tòa, theo ông, "chỉ nhằm xoa dịu dư luận".

## Vụ án Đoàn Văn Vươn
Ngày 2/4, phiên tòa sơ thẩm xét xử vụ án Đoàn Văn Vươn xảy ra tại đầm tôm của hộ gia đình ông Đoàn Văn Vươn vào ngày 5/1/2012 chính thức được đưa ra xét xử công khai. 6 bị cáo bao gồm Đoàn Văn Vươn (chủ đầm tôm) cùng vợ và 3 anh em trai, 1 em dâu trong gia đình ông Vươn. Phiên tòa sẽ có sự tham dự của 12 luật sư bào chữa cho các bị cáo và bị hại. Trong đó, có 11 luật sư đăng ký tham dự để bào chữa cho bị cáo Đoàn Văn Vươn và các đồng phạm; có duy nhất một luật sư đăng ký bào chữa cho các bị hại trong vụ án này là Luật sư Dương Văn Thành (Đoàn luật sư Hải Phòng). 4 bị cáo gồm Đoàn Văn Vươn (SN 1963), Đoàn Văn Quý (SN 1966), Đoàn Văn Sịnh (SN 1957), Đoàn Văn Vệ (SN 1974) bị đề nghị truy tố trước tòa tội danh "Giết người" được quy định tại điểm d, khoản 1, Điều 93 BLHS, có khung hình phạt từ 12 năm đến chung thân hoặc tử hình. 2 bị cáo nữ trong vụ án này là Nguyễn Thị Thương, SN 1970, (vợ ông Đoàn Văn Vươn) và Phạm Thị Báu (tức Hiền, vợ ông Đoàn Văn Quý SN 1982) bị đề nghị truy tố ra trước tòa tội danh "Chống người thi hành công vụ" được quy định tại điểm d, khoản 2, Điều 257 BLHS, có khung hình phạt từ 2 năm đến 7 năm tù.

### Dư luận
- Luật sư Trần Vũ Hải nói với BBC hôm 30/03,so sánh vụ án ở Cống Rộc, Tiên Lãng này với vụ án Nọc Nạn xảy ra ở tỉnh Bạc Liêu từ thời Pháp thuộc mà trong đó các bị cáo chính, là nông dân người Việt đã phản kháng đàn áp, cưỡng bức ruộng đất và giết chết năm người của chính quyền thực dân Pháp và phong kiến ở Nam Kỳ, đã được tha bổng:[41]

"Trong phiên xử này, nhân dân hy vọng rằng tòa án của Việt Nam, nhà nước công nông Việt Nam, sẽ bảo vệ tốt hơn quyền của nông dân so với tòa án thực dân Pháp hoặc ít nhất là bằng."

" Đây là phiên xử thể hiện tính công minh của hệ thống tư pháp Việt Nam và là dịp để so sánh với hệ thống tư pháp của chế độ cũ"
- Nhà báo Huy Đức viết trên Facebook về điều ông gọi là "tội và công" của anh em nhà ông Đoàn Văn Vươn:[41]

"Về tội, anh Vươn chỉ làm "trầy da, tróc vảy" mấy cán bộ công an. Về công, anh thức tỉnh được ở tầm cao nhất. Tòa nên chiếu theo khoản 4, điều 8 của Bộ Luật Hình sự (Những hành vi tuy có dấu hiệu của tội phạm, nhưng tính chất nguy hiểm cho xã hội không đáng kể, thì không phải là tội phạm và được xử lý bằng các biện pháp khác) để miễn truy cứu trách nhiệm hình sự cho các thành viên trong gia đình anh."

"Rồi lịch sử sẽ còn nhắc lại vụ Đoàn Văn Vươn. Bản án là sự lựa chọn để lại tiếng thơm hay để lại vết nhơ trăm năm cho Chế độ"
- Ông Hồng Ngọc, cựu nhà báo của VietnamNet và Văn hóa - Thể thao đưa ra quan điểm:[41]

"Dù ai cũng biết gia đình ông Vươn phạm pháp trong cuộc đáp trả ấy, thì phản kháng tuyệt vọng ấy cần phải được nhìn nhận theo hướng gia đình ông Vươn là nạn nhân, trước khi bị nhìn nhận như thủ phạm."

"Nếu phiên tòa xử gia đình ông Vươn tới đây được sử dụng như là cách thức để chính quyền trả thù những kẻ phản kháng, niềm tin ít ỏi còn lại vào công lý ở Việt Nam sẽ bị chà đạp, và bạo lực ở nơi này hay nơi khác sẽ lại tiếp diễn, nghiêm trọng hơn." 
- Ông Phil Robertson, Phó giám đốc Tổ chức Theo dõi Nhân quyền (HRW) tại châu Á, cũng đã lên tiếng về phiên xử trong thông cáo mới nhất gửi đến báo ngày 4/4:[42]

"Sự liên quan giữa việc cưỡng chế đất với các quan chức tham nhũng, kết hợp với sự thiếu vắng của thủ tục tố tụng hợp pháp cũng như pháp luật là điều đang khiến vụ việc vang dội trong tâm trí những người dân Việt Nam,"

### Bản án
Tòa án TP Hải Phòng đã tuyên án với ông Đoàn Văn Vươn và người thân vào ngày 5 tháng 4 năm 2013.

ông Vươn bị tuyên phạt 5 năm tù; ông Đoàn Văn Quý: 5 năm tù; Đoàn Văn Sịnh: 3 năm 6 tháng tù; và ông Đoàn Văn Vệ bị 2 năm tù về tội Giết người theo quy định tại điểm d, khoản 1, Điều 93 Bộ Luật Hình sự.

Vợ ông Quý là bà Phạm Thị Báu bị 18 tháng tù cho hưởng án treo, thử thách 36 tháng và vợ ông Vươn, bà Nguyễn Thị Thương bị 15 tháng tù cho hưởng án treo, thử thách 30 tháng về tội chống người thi hành công vụ quy định tại điểm d, khoản 2, Điều 257 Bộ Luật Hình sự.

### Tòa phúc thẩm
Đã có quyết định của tòa phúc thẩm là sẽ xem lại vụ án này vào ngày 29 tháng 7. Tuy nhiên cho tới bây giờ ngày 12 tháng 7 tòa án vẫn chưa cấp giấy để các luật sư vào tiếp xúc với các bị cáo, hiện đang bị giam giữ.

## Đoàn Văn Vươn kiện ủy ban nhân dân huyện Tiên Lãng
Tháng 8-2009, ông Đoàn Văn Vươn đã khởi kiện ra tòa yêu cầu ủy ban nhân dân huyện Tiên Lãng thu hồi quyết định 461 về việc thu hồi diện tích đầm nuôi trồng thủy sản của gia đình. Ngày 27 tháng 1 năm 2010, TAND huyện Tiên Lãng xử sơ thẩm bác đơn khởi kiện của ông Vươn. Ông Vươn kháng cáo bản án. Ngày ngày 19 tháng 4 năm 2010, ông Vươn có "đơn xin rút kháng cáo để ủy ban nhân dân huyện Tiên Lãng tiếp tục giao đất" nên TAND TP Hải Phòng ra quyết định đình chỉ vụ án. Ngày 15 tháng 2 năm 2012, Tòa hành chính TAND Tối cao xử tái thẩm, tuyên hủy quyết định đình chỉ vụ án của TAND TP Hải Phòng và bản án sơ thẩm của TAND huyện Tiên Lãng, giao vụ án cho TAND huyện Tiên Lãng giải quyết lại theo quy định của pháp luật.
Sáng 30 tháng 10 năm 2013, HĐXX TAND huyện Tiên Lãng đã quyết định bác toàn bộ các yêu cầu đòi bồi thường của gia đình ông Vươn. Theo quan điểm của HĐXX, nhận thấy mặc dù quyết định thu hồi đất của ủy ban nhân dân huyện Tiên Lãng là không đúng quy định của pháp luật nhưng không gây thiệt hại về tài sản của gia đình ông Vươn. Theo HĐXX, diện tích, tài sản trên khu đầm của gia đình ông Vươn vẫn còn nguyên trạng, không bị phá hủy đến trước khi diễn ra cuộc cưỡng chế vào ngày ngày 5 tháng 1 năm 2012. Việc tài sản bị thiệt hại trong cuộc cưỡng chế đã được xét xử trong một vụ án hình sự trước đó nên không xem xét trong vụ án này. Kể từ khi ra quyết định thu hồi đất đến nay gia đình ông Vươn vẫn sử dụng diện tích đất này. Vì vậy HĐXX tuyên không có căn cứ để gia đình ông Vươn đòi bồi thường thiệt hại giá trị sử dụng đất và bác yêu cầu này.

## Anh em ông Đoàn Văn Vươn được đặc xá
11h ngày 31 tháng 8 năm 2015, anh em ông Đoàn Văn Vươn - Đoàn Văn Quý được tự do sau 3 năm, 7 tháng, 21 ngày sống tại trại giam Hoàng Tiến (Chí Linh, Hải Dương) trong đợt đặc xá tù nhân nhân dịp 70 năm Quốc khánh 2/9/2015. Khi về đến quê tại xã Vinh Quang, Tiên Lãng ông được bà con trong thôn đón chào. Sau khi được đặc xá gia đình ông Vươn sẽ tiếp tục kiện huyện Tiên Lãng để đòi bồi thường.
Ngày 01 tháng 9 năm 2015, sau khi nhận quyết định ân xá của Chủ tịch nước Việt Nam, ông Vươn nói về trận đánh mà thiếu tướng Đỗ Hữu Ca cho đó là trận đánh đẹp, "tôi buộc phải đứng dậy" và cho rằng "việc làm của tôi là việc làm cần thiết". Ông nói ông vô tội và sẽ vẫn hành động như trước nếu một lần nữa bị dồn vào thế cùng.